# 1983年女子バスケットボール世界選手権
1983年女子バスケットボール世界選手権は、1983年にブラジルで行われた第9回女子バスケットボール世界選手権。ブラジルでの開催は2大会ぶり3回目。
ボイコットにより前回大会不参加だったソ連が6度目の優勝を果たした。

## 最終結果
| 1983年世界選手権 優勝国:    |
| --------------------------- |
| ソビエト連邦 2大会ぶり6回目 |

| 順位 | 国             |
| ---- | -------------- |
| 2    | アメリカ合衆国 |
| 3    | 中国           |
| 4    | 韓国           |
| 5    | ブラジル       |
| 6    | ブルガリア     |
| 7    | ポーランド     |
| 8    | ユーゴスラビア |
| 9    | カナダ         |
| 10   | キューバ       |
| 11   | オーストラリア |
| 12   | 日本           |
| 13   | ペルー         |
| 14   | ザイール       |